# Alternatief feit
Alternatieve feiten of alternatieve waarheid zijn politiek gemotiveerde zienswijzen die niet, of alleen zeer selectief, met de objectieve realiteit te maken hebben. De term wordt echter ook in een neutrale betekenis gebruikt bij contra-expertise, 'second opinion' en nieuw onderzoek.
Het Engelse begrip 'alternative facts' werd geïntroduceerd in 2017 in de Amerikaanse politiek. Sindsdien wordt de term meestal gebruikt als een eufemisme voor 'leugens' en als alternatief voor nepnieuws (fake news), halve waarheden en overdrijvingen.

## Achtergrond
Op 22 januari 2017 noemde Kellyanne Conway, een  Amerikaans politiek activist en spindoctor, het nieuws onwaar dat bij de inauguratie van Donald Trump als president van de Verenigde Staten niet zoveel toeschouwers waren als bij de inauguratie van Barack Obama, de voorganger van Trump. Deze bewering zou berusten op "alternatieve feiten", waarmee zij de term introduceerde. Trump verweet de media dat ze nepnieuws hadden verspreid over de opkomst bij zijn inauguratie. Dit is vergeleken met Newspeak, een begrip dat verschijnt  in George Orwells roman 1984.

## Neutraal gebruik
Ook bij een contra-expertise of 'second opinion', die gebaseerd is op een andere diagnose, komt de term 'alternatief feit' voor, of waar het gaat om een hernieuwde interpretatie van bestaande (dezelfde) feiten, en niet alleen bij niet-bestaande feiten. Alternatieve feiten kunnen ook boven water komen bij (wetenschappelijk) onderzoek om een bepaalde hypothese te falsifiëren.
Met de term wordt eigenlijk een alternatieve interpretatie van de feiten bedoeld en kan niet zonder meer als leugen worden bestempeld.